# Краматорська міська рада
Крамато́рська міська́ ра́да — представницький орган місцевого самоврядування Краматорської міської територіальної громади у Донецькій області з адміністративним центром у місті обласного значення Краматорську.

## Загальні відомості
- Територія громади: 414,0 км²
- Населення ради: 185 858 осіб (станом на 2020 рік).

## Адміністративний устрій
Міській раді підпорядковані:
- м. Краматорськ
- с-ще Ашуркове
- с. Семенівка
- Біленьківська селищна рада
  - смт Біленьке
  - с-ще Василівська Пустош
- Красноторська селищна рада
  - смт Красноторка
  - смт Комишуваха
  - смт Малотаранівка
  - с. Привілля
- Шабельківська селищна рада
  - смт Шабельківка
  - смт Олександрівка
  - смт Софіївка
  - смт Ясна Поляна
- Ясногірська селищна рада
  - смт Ясногірка

## Населення
За даними перепису 2001 року населення міськради становило 215729 осіб, із них 35,64 % зазначили рідною мову українську, 63,27 % — російську, 0,28 % — вірменську, 0,10 % — білоруську, 0,05 % — циганську, 0,02 % — молдовську та угорську, 0,01 % — єврейську, а також болгарську, грецьку, польську, німецьку та гагаузьку мови.

## Склад ради
Рада складається з 42 депутатів та голови.
- Голова ради: Панков Андрій Вікторович
- Секретар ради:

### Керівний склад попередніх скликань
| Прізвище, ім'я, по батькові  | Основні відомості                                                       | Дата обрання | Дата звільнення |
| ---------------------------- | ----------------------------------------------------------------------- | ------------ | --------------- |
| Костюков Геннадій Андрійович | Міський голова, 1947 року народження, освіта вища, член Партії регіонів | 26.03.2006   | 01.08.2008      |
| Костюков Геннадій Андрійович | Міський голова, 1947 року народження, освіта вища, член Партії регіонів | 31.10.2010   | 15.11.2015      |
| Панков Андрій Вікторович     | Міський голова, 1974 року народження, освіта вища, безпартійний         | 15.11.2015   | 18.11.2020      |

Примітка: таблиця складена за даними сайту Верховної Ради України та ЦВК

### Депутати VII скликання
За результатами місцевих виборів 2015 року депутатами ради стали:

#### За суб'єктами висування
| Суб'єкт висування                          | Кількість обраних депутатів | %     |
| ------------------------------------------ | --------------------------- | ----- |
| Політична партія «Опозиційний блок»        | 24                          | 57.14 |
| Політична партія «Наш край»                | 10                          | 23.81 |
| Партія Блок Петра Порошенка «Солідарність» | 5                           | 11.90 |
| Партія Пенсіонерів України                 | 3                           | 7.14  |

#### За округами
| № округу                                    | Прізвище, ім'я, по батькові       | Дата нар.  | Освіта           | Партійна приналежність | Відомості |
| ------------------------------------------- | --------------------------------- | ---------- | ---------------- | ---------------------- | --- |
| Політична Партія «Опозиційний блок»         |                                   |            |                  |                        | |
| пк                                          | Суков Геннадій Сергійович         | 26.03.1959 | вища             | безпартійний           | Публічне акціонерне товариство «Ново краматорський машинобудівний завод», генеральний директор, голова правління                                                  |
| 28                                          | Купріков Михайло Григорович       | 28.02.1947 | вища             | безпартійний           | Краматорське Вище Професійне училище, директор |
| 25                                          | Андрєєв Олег Вадимович            | 12.05.1962 | вища             | безпартійний           | Опікове відділення, краматорська міська лікарня № 3, завідувач |
| 41                                          | Коробкін Євген Геннадійович       | 11.06.1978 | вища             | безпартійний           | Механоскладальний цех № 14 Публічного Публічне акціонерне товариство «Ново краматорський машинобудівний завод», начальник                                         |
| 3                                           | Тітова Надія Євгенівна            | 15.03.1960 | вища             | безпартійна            | Первинна профспілкова організація Публічне акціонерне товариство «Ново краматорський машинобудівний завод», голова комісії з питань жінок та дітей                |
| 24                                          | Рибалка Вікторія Петрівна         | 17.06.1978 | вища             | безпартійна            | Краматорське Вище Професійне училище, юрисконсульт |
| 29                                          | Панков Віктор Андрійович          | 12.09.1941 | вища             | безпартійний           | Наглядова рада, публічне акціонерне товариство «Ново краматорський машинобудівний завод», голова                                                                  |
| 26                                          | Рубайло Віталій Вікторович        | 03.03.1967 | вища             | безпартійний           | Комунальна медична установа «Стоматологічна поліклініка № 1», головний лікар                                                                                      |
| 35                                          | Левченко Сергій Андрійович        | 07.08.1961 | вища             | безпартійний           | Комерційне управління, публічне акціонерне товариство «Ново краматорський машинобудівний завод», начальник                                                        |
| 1                                           | Єрмольченко Олександр Юрійович    | 25.09.1982 | вища             | безпартійний           | Централізована бухгалтерія, публічне акціонерне товариство «Ново краматорський машинобудівний завод», начальник                                                   |
| 9                                           | Савченко Наталія Миколаївна       | 27.10.1975 | вища             | безпартійна            | Юридичний відділ, публічне акціонерне товариство «Ново краматорський машинобудівний завод», заступник начальника                                                  |
| 39                                          | Шорнікова Олена Олександрівна     | 17.03.1980 | вища             | безпартійна            | Відділ розвитку персоналу та управління знаннями, публічне акціонерне товариство «Ново краматорський машинобудівний завод», провідний інженер з підготовки кадрів |
| 38                                          | Лузгіна Ольга Іллівна             | 07.04.1965 | вища             | безпартійна            | Газопаровий цех, публічне акціонерне товариство «Ново краматорський машинобудівний завод», інженер-хімік 1 категорії                                              |
| 2                                           | Соболєва Ніна Михайлівна          | 04.06.1959 | загальна середня | «Опозиційний блок»     | Адміністративне господарське управління, публічне акціонерне товариство «Ново краматорський машинобудівний завод», старший комірник                               |
| 42                                          | Іоффе Михайло Григорович          | 12.05.1960 | вища             | безпартійний           | Первинна профспілкова організація, публічне акціонерне товариство «Ново краматорський машинобудівний завод», перший заступник голови профкому                     |
| 34                                          | Ольхова Ірина Олександрівна       | 10.06.1964 | вища             | безпартійна            | Первинна профспілкова організація Публічне акціонерне товариство «Ново краматорський машинобудівний завод»", завідувачка організаційно — масового відділу         |
| 27                                          | Ошурко Денис Вікторович           | 02.09.1984 | вища             | «Опозиційний блок»     | Відділ маркетингу та комунікацій, публічне акціонерне товариство «Ново краматорський машинобудівний завод», заступник начальника                                  |
| 40                                          | Омельченко Олена Володимирівна    | 01.09.1964 | вища             | безпартійна            | Краматорський технологічний технікум, завідувачка практики |
| 31                                          | Тука Володимир Іванович           | 26.03.1949 | вища             | безпартійний           | Первинна профспілкова організація, публічне акціонерне товариство «Ново краматорський машинобудівний завод», голова                                               |
| 37                                          | Зеленський Сергій Леонідович      | 03.10.1967 | вища             | безпартійний           | Виробництво металоконструкцій, 6Публічне акціонерне товариство «Ново краматорський машинобудівний завод», директор                                                |
| 8                                           | Скачко Віталій Олександрович      | 06.09.1971 | вища             | безпартійний           | Товариство з обмеженою відповідальністю «Глобал Кепітал Гарант», директор                                                                                         |
| 33                                          | Малишев Олексій Юрійович          | 25.07.1975 | вища             | безпартійний           | Механозбірний цех № 12, публічне акціонерне товариство «Ново краматорський машинобудівний завод», начальник                                                       |
| 7                                           | Бондаренко Володимир Григорович   | 23.01.1958 | вища             | безпартійний           | Будівельне монтажне управління, публічне акціонерне товариство «Ново краматорський машинобудівний завод», начальник управління                                    |
| 32                                          | Дика Галина Олексіївна            | 13.07.1963 | вища             | безпартійна            | Міжрегіональне вище професійне будівельне училище, заступник директора                                                                                            |
| Політична партія «Наш край»                 |                                   |            |                  |                        | |
| пк                                          | Безсонний Андрій Олександрович    | 04.02.1978 | вища             | безпартійний           | Верховна Рада України, помічник-консультант нар.деп. України Ефімова М.В                                                                                          |
| 20                                          | Татьянко Андрій Вікторович        | 15.04.1964 | вища             | «Наш край»             | ПрАТ «Краматорського АТП — 11410», заступник генерального директора                                                                                               |
| 11                                          | Тарасевич Михайло Сергійович      | 08.07.1978 | вища             | безпартійний           | ТОВ «Донтехвєст», директор |
| 16                                          | Фоміна Світлана Олександрівна     | 07.12.1974 | вища             | безпартійна            | Донецький м ежрегіональний центр виробничої реабілітації інвалідів, директор                                                                                      |
| 4                                           | Разживін Микола Олексійович       | 27.05.1959 | вища             | «Наш край»             | ТОВ «Краматорський феросплавний завод», головний інженер |
| 5                                           | Нечволода Євген Іванович          | 16.07.1979 | вища             | «Наш край»             | ПАТ «Енергомашспецсталь», головний технолог |
| 8                                           | Сапетко Ігор Валерійович          | 03.12.1966 | вища             | «Наш край»             | ПАТ «Енергомашспецсталь», керівник ливарного цеху |
| 10                                          | Шихов Олександр Валерійович       | 21.11.1980 | вища             | «Наш край»             | ТОВ «Краматорський феросплавний завод», начальник доменного цеху                                                                                                  |
| 14                                          | Рудаков Олександр Миколайович     | 18.10.1980 | вища             | «Наш край»             | Донбаський інститут техніки і менеджменту Міжнародного научно-технічного університету, проректор з науково-педагогічної роботи                                    |
| 9                                           | Гончаренко Олександр Васильович   | 11.08.1974 | вища             | «Наш край»             | ПАТ «Енергомашспецсталь», директор |
| ПАРТІЯ "БЛОК ПЕТРА ПОРОШЕНКА «СОЛІДАРНІСТЬ» |                                   |            |                  |                        | |
| пк                                          | Ржавський Володимир Іванович      | 22.04.1981 | вища             | БПП «Солідарність»     | Громадська організація «Рідна країна», голова правління |
| 14                                          | Анісімов Олександр Васильович     | 30.06.1970 | загальна середня | БПП «Солідарність»     | Фізична особа-підприємець |
| 41                                          | Кісліцина Лілія Петрівна          | 11.10.1969 | вища             | безпартійна            | Товариство з обмеженою відповідальністю «Українські системи кабельних трас», директор з маркетингу та розвитку                                                    |
| 17                                          | Рубановський Віктор Володимирович | 27.12.1962 | вища             | БПП «Солідарність»     | Товариство з обмеженою відповідальністю «Мітроль», заступник директора                                                                                            |
| 21                                          | Власенко Валерій Сергійович       | 22.04.1970 | вища             | БПП «Солідарність»     | Фізична особа-підприємець |
| Партія Пенсіонерів України                  |                                   |            |                  |                        | |
| пк                                          | Шевченко Олександр Павлович       | 17.08.1959 | вища             | Партії Пенсіонерів     | ПАО «ЄМСС», помічник Генерального Директора |
| 10                                          | Тесленко Наталія Володимирівна    | 24.05.1973 | вища             | Партії Пенсіонерів     | Краматорський навчально виховної заклад (ЗОШ № 32), заступник директора з навчально-виховної роботи                                                               |
| 21                                          | Сташкевич Ігор Ігорович           | 13.02.1984 | вища             | Партії Пенсіонерів     | Донбаська Державна Машинобудівна Академія, старший викладач кафедри «Комп'ютерні інформаційні технології»                                                         |

### Депутати VI скликання
За результатами місцевих виборів 2010 року:
- Кількість депутатських мандатів у раді: 50
- Кількість депутатських мандатів, отриманих кандидатами у депутати за результатами виборів: 49
- Кількість депутатських мандатів у раді, що залишаються вакантними: 1

#### За суб'єктами висування
| Суб'єкт висування                                       | Кількість обраних депутатів | %    |
| ------------------------------------------------------- | --------------------------- | ---- |
| Партія регіонів                                         | 38                          | 77,6 |
| Політична партія «Фронт Змін»                           | 4                           | 8,2  |
| Комуністична партія України                             | 2                           | 4,1  |
| Політична партія Всеукраїнське об'єднання «Батьківщина» | 2                           | 4,1  |
| Політична партія «Сильна Україна»                       | 2                           | 4,1  |
| Прогресивна соціалістична партія України                | 1                           | 2    |

#### За округами
| № округу                                                | Прізвище, ім'я, по батькові         | Дата визнання обраним | Освіта | Партійна приналежність           | Відомості про обраного депутата                                                      |
| ------------------------------------------------------- | ----------------------------------- | --------------------- | ------ | -------------------------------- | ------------------------------------------------------------------------------------ |
| Комуністична партія України                             |                                     |                       |        |                                  |                                                                                      |
| б/м                                                     | Городенський Максим Олексійович     | 05.11.2010            | вища   | КПУ                              | Апарат Центрального комітету Комуністичної партії України, і секретар МК КПУ         |
| б/м                                                     | Зуєв Володимир Сергійович           | 05.11.2010            | вища   | КПУ                              | пенсіонер                                                                            |
| Партія регіонів                                         |                                     |                       |        |                                  |                                                                                      |
| б/м                                                     | Панков Віктор Андрійович            | 05.11.2010            | вища   | Партія регіонів                  | ЗАТ"НКМЗ", голова наглядової ради                                                    |
| б/м                                                     | Єфімов Максим Вікторович            | 05.11.2010            | вища   | Партія регіонів                  | ВАТ «ЕМСС», ген. директор                                                            |
| б/м                                                     | Стадниченко Віталій Васильович      | 05.11.2010            | вища   | Партія регіонів                  | ЗАТ «НКМЗ», заст. ген. директора з комерційних питань                                |
| б/м                                                     | Чибісов Юрій Володимирович          | 05.11.2010            | вища   | Партія регіонів                  | ЗАТ «НКМЗ», заст. ген. директора з економічних питань                                |
| б/м                                                     | Носенко Ніна Федорівна              | 05.11.2010            | вища   | Партія регіонів                  | ВАТ «ЕМСС», заст. директора з якості                                                 |
| б/м                                                     | Борсук Андрій Михайлович            | 05.11.2010            | вища   | Партія регіонів                  | Краматорська міська рада, секретар                                                   |
| б/м                                                     | Воробйова Катерина Олександрівна    | 05.11.2010            | вища   | Партія регіонів                  | ТОВ «Континент-Краматорськ», директор                                                |
| б/м                                                     | Пилипенко Василь Васильович         | 05.11.2010            | вища   | Партія регіонів                  | ВАТ «СКМЗ», заст. генерального директора                                             |
| б/м                                                     | Боярський Юрій Іванович             | 05.11.2010            | вища   | Партія регіонів                  | ЗАТ «НКМЗ», головний бухгалтер                                                       |
| б/м                                                     | Михайлов Ігор Володимирович         | 05.11.2010            | вища   | Партія регіонів                  | відділ охорони здоров'я Краматорської міської ради, начальник відділу                |
| б/м                                                     | Шрайдер Артур Вікторович            | 05.11.2010            | вища   | Партія регіонів                  | ЗАТ «НКМЗ», директор виробництва валків та енергетичного обладнання                  |
| б/м                                                     | Шевченко Леонід Григорович          | 05.11.2010            | вища   | Партія регіонів                  | загальноосвітня школа № 16, директор                                                 |
| б/м                                                     | Філенко Олександр Борисович         | 05.11.2010            | вища   | Партія регіонів                  | ВАТ «ЕМСС», голова профспілкового комітету                                           |
| б/м                                                     | Тіунов Володимир Миколайович        | 05.11.2010            | вища   | Партія регіонів                  | ЗАТ «НКМЗ», директор виробництва металургійного устаткування                         |
| б/м                                                     | Палашек Олег Георгійович            | 10.12.2010            | вища   | Партія регіонів                  | ВАТ «КЗВВ», технічний директор                                                       |
| 1                                                       | Савинков Віталій Вікторович         | 05.11.2010            | вища   | Партія регіонів                  | КМУ «Міська лікарня № 3», заступник головного лікаря                                 |
| 3                                                       | Разживін Микола Олексійович         | 05.11.2010            | вища   | Партія регіонів                  | ВАТ КЗВВ, генеральний директор                                                       |
| 4                                                       | Бондаренко Володимир Григорович     | 05.11.2010            | вища   | Партія регіонів                  | ВАТ НКМЗ, начальник БМУ                                                              |
| 5                                                       | Гончаренко Олександр Васильович     | 05.11.2010            | вища   | Партія регіонів                  | ВАТ КЗВВ, заступник директора з маркетингу та сбуту                                  |
| 6                                                       | Гут Юрій Леонідович                 | 05.11.2010            | вища   | Партія регіонів                  | ТОВ «ТВЦ», директор                                                                  |
| 7                                                       | Цикалюк Валерій Дмитрович           | 05.11.2010            | вища   | Партія регіонів                  | ТОВ «Фармация», директор                                                             |
| 8                                                       | Олешко Віктор Михайлович            | 05.11.2010            | вища   | Партія регіонів                  | ЗАТ НКМЗ, директор виробництва МО                                                    |
| 9                                                       | Лущенко Віктор Григорович           | 05.11.2010            | вища   | Партія регіонів                  | ТОВ «Кондиціонер Лтд», генеральний директор                                          |
| 10                                                      | Кривошеєв Віктор Петрович           | 05.11.2010            | вища   | Партія регіонів                  | ЗАТ НКМЗ, член наглядової ради                                                       |
| 11                                                      | Рудейский Анатолій Валентинович     | 05.11.2010            | вища   | Партія регіонів                  | Філія ВАТ "Євроцемент Україна «КЦЗ Пушка», голова профспілкового комітету            |
| 13                                                      | Спільчак Олександр Іванович         | 05.11.2010            | вища   | Партія регіонів                  | КВП «Краматорський водоканал», головний інженер                                      |
| 14                                                      | Полупан Іван Іванович               | 05.11.2010            | вища   | Партія регіонів                  | ДДМА, асистент кафедри ЕСА                                                           |
| 15                                                      | Мішин Віктор Іванович               | 05.11.2010            | вища   | Партія регіонів                  | КМУ ДТМО, головний лікар                                                             |
| 16                                                      | Купріков Михайло Григорович         | 05.11.2010            | вища   | Партія регіонів                  | Краматорське ВПУ, директор                                                           |
| 17                                                      | Калініна Вікторія Павлівна          | 05.11.2010            | вища   | Партія регіонів                  | загальноосвітня школа № 8, директор                                                  |
| 18                                                      | Шепотько Костянтин Вікторович       | 05.11.2010            | вища   | Партія регіонів                  | ЗАТ НКМЗ, заступник голови профспілкового комітету                                   |
| 19                                                      | Тука Володимир Іванович             | 05.11.2010            | вища   | Партія регіонів                  | ЗАТ НКМЗ, голова профспілкового комітету                                             |
| 20                                                      | Шацький Сергій Петрович             | 05.11.2010            | вища   | Партія регіонів                  | КП «ТТУ», директор                                                                   |
| 21                                                      | Синицький Роман Михайлович          | 29.10.2012            | вища   | Партія регіонів                  | ПАТ «Новокраматорський машинобудівний завод», голова правління Асоціації молоді НКМЗ |
| 22                                                      | Левченко Сергій Андрійович          | 05.11.2010            | вища   | Партія регіонів                  | ЗАТ НКМЗ, начальник комерційного управління                                          |
| 23                                                      | Зеленський Сергій Леонідович        | 05.11.2010            | вища   | Партія регіонів                  | ЗАТ НКМЗ, директор виробництва МК                                                    |
| 24                                                      | Федорінов Володимир Анатолійович    | 05.11.2010            | вища   | Партія регіонів                  | ДДМА, ректор                                                                         |
| 25                                                      | Листопад Олексій Петрович           | 05.11.2010            | вища   | Партія регіонів                  | ЗАТ НКМЗ, заступник головного інженера з АСУ                                         |
| Політична партія Всеукраїнське об'єднання «Батьківщина» |                                     |                       |        |                                  |                                                                                      |
| б/м                                                     | Возович Наталія Борисівна           | 05.11.2010            | вища   | ВО «Батьківщина»                 | Верховна Рада, помічник — консультант народного депутата України                     |
| б/м                                                     | Фальченко Світлана Романівна        | 05.11.2010            | вища   | ВО «Батьківщина»                 | ТОВ «Патронат», заступник директора                                                  |
| Політична партія «Сильна Україна»                       |                                     |                       |        |                                  |                                                                                      |
| б/м                                                     | Калиберда Олександр Васильович      | 05.11.2010            | вища   | позапартійний                    | Міська лікарня № 3, головний лікар                                                   |
| б/м                                                     | Фоміна Світлана Олександрівна       | 05.11.2010            | вища   | позапартійна                     | Асоціація інвалідів «Форум», голова                                                  |
| Політична партія «Фронт Змін»                           |                                     |                       |        |                                  |                                                                                      |
| б/м                                                     | Кутєпов Микола Леонідович           | 05.11.2010            | вища   | «Фронт Змін»                     | ТОВ «Краммаш-проект», директор                                                       |
| б/м                                                     | Толстогузов Олександр Володимирович | 05.11.2010            | вища   | «Фронт Змін»                     | ПП «САЛАРІ», директор-видавець                                                       |
| б/м                                                     | Васфєєв Андрій Анатолійович         | 05.11.2010            | вища   | «Фронт Змін»                     | ПП «Жорниць-кий О. А.», директор                                                     |
| 12                                                      | Ржавський Володимир Іванович        | 19.12.2011            | вища   | «Фронт Змін»                     | Донецька обласна громадська організація «Рідна країна», голова правління             |
| Прогресивна соціалістична партія України                |                                     |                       |        |                                  |                                                                                      |
| б/м                                                     | Смаглій Галина Олександрівна        | 05.11.2010            | вища   | Прогресивна соціалістична партія | ТОВ «Сівер Україна», провідний спеціаліст                                            |

## Голови Краматорської районної, міської ради, міські голови

##### голови Ради робітничих і селянських депутатів Краматорського заводського району
- Красников Олексій Петрович 3 квітня (21 березня) — червень 1917
- Крюков червень — 12 жовтня (29 вересня) 1917
- Шкадінов Микола Іванович 12 жовтня (29 вересня) 1917 — квітень 1918
- Красников Олексій Петрович січень — лютий 1919
- Шкадінов Микола Іванович 21 лютого — 4 червня 1919

##### голови Краматорського підрайонного виконкому
- Красников Олексій Петрович грудень 1919 — 1921

##### голови Краматорського районного виконкому Ради робітничих, селянських і червоноармійських депутатів
- Богатирьов Георгій Олексійович квітень 1922 — листопад 1923
- Петренко Іван Йосипович листопад 1923 — 1924
- Хряпін Георгій Омелянович січень 1925 — 1926
- Казанков П.І. 1926 — 1928
- Рябов Іван Олександрович 1929 — 1930
- Голомисов 1930
- Остроушко 1930

##### голови Краматорської міської Ради
- Кленус 1932
- Ткаченко Михайло Іванович листопад 1932 — жовтень 1933
- Агронов жовтень 1933 — березень 1935
- Шкадінов Микола Іванович березень 1935 — березень 1940

##### Бургомістр (німецька адміністрація)
- Шопен Володимир 1941 — вересень 1943

##### голови виконавчого комітету Краматорської міської Ради депутатів трудящих
- в.о. Мишко Д.І. вересень — грудень 1943
- Седашов Федір Селіверстович грудень 1943 — лютий 1946
- Дринов Іван Юхимович 1946 — 1954
- Криницький Григорій Миколайович лютий 1955 — 1965
- Мостовий Павло Іванович 1965 — грудень 1970
- Гіль Анатолій Якович грудень 1970 — липень 1974
- Євсюков Євген Михайлович вересень 1974 — жовтень 1984
- Логвиненко Володимир Іванович жовтень 1984 — листопад 1988
- Фоменко Ігор Олександрович 1989 — 1994
- Пасєка Володимир Леонідович 1994 — 1996
- Близнюк Анатолій Михайлович травень 1996 — липень 1997
- в.о. Кривошеєв Віктор Петрович липень 1997 — 29 березня 1998

##### Краматорські міські голови
- Кривошеєв Віктор Петрович 29 березня 1998 — 26 березня 2006
- Костюков Геннадій Андрійович 26 березня 2006 — 23 травня 2014
- в.о. Борсук Андрій Михайлович 23 травня — 1 липня 2014
- в.о. Панков Андрій Вікторович 1 липня — 31 липня 2014
- в.о. Воробйова Катерина Олександрівна 31 липня 2014 — 18 листопада 2015
- Панков Андрій Вікторович 18 листопада 2015 — 18 листопада 2020
- Гончаренко Олександр Васильович 18 листопада 2020 —